# Étienne Tshisekedi
Étienne Tshisekedi wa Mulumba (Kananga, 14 december 1932 – Ukkel, 1 februari 2017) was een Zaïrees politicus en voorzitter van de politieke partij l'Union pour la Démocratie et le Progrès Social (UDPS). Hij was drie keer kort Premier van Zaïre in de jaren 1990: in 1991, 1992–1993 en 1997.
Hij is de vader van Félix Tshisekedi, die op 10 januari 2019 door de Congolese Kiescommissie werd uitgeroepen tot winnaar van de Congolese presidentsverkiezingen van 30 december 2018.

## Biografie
Tshisekedi werd geboren in Luluabourg (nu Kananga), West-Kasaï in 1932. Hij behaalde een diploma Rechten aan de Katholieke Universiteit Leuven in 1961. In de late jaren 60 en begin jaren 70 vervulde hij verschillende functies in de regering van Mobutu, maar hij begon zich in 1979 af te zetten tegen diens dictatuur en corruptie. In 1980 werd hij uit de regering gezet en in de gevangenis geworpen. Daarna heeft hij meermaals in de gevangenis gezeten door de regeringen van Mobutu en Laurent Kabila. Meerdere van deze opsluitingen werden door de Mensenrechtenraad van de Verenigde Naties onwettelijk verklaard in 1989.
Op 15 februari 1982 richtte hij mede de Union pour la Democratie et le Progrès Social (UDPS) op, waarvan hij tijdens zijn leven steeds de leider is gebleven. De partij is nog steeds populair, en heeft als hoofddoel een geweldloze overgang naar democratisch bestuur.
Toen het land economisch bergaf ging aan het eind van de jaren 90 werd Tshisekedi drie keer aangesteld als eerste minister, maar lang bleef hij nooit aan de macht.
Op 18 augustus 2010 kondigde Tshisekedi aan dat hij zich kandidaat stelde voor de presidentsverkiezingen van 2011.
Op 1 februari 2017 stierf hij op 84-jarige leeftijd in een ziekenhuis in het Belgische Ukkel aan de gevolgen van een longembolie.